# Дунаевский, Исаак Осипович
Исаа́к О́сипович Дунае́вский (30 января 1900, Лохвица, Полтавская губерния, Российская империя — 25 июля 1955, Москва, СССР) — советский композитор и дирижёр; народный артист РСФСР (1950), лауреат двух Сталинских премий (1941, 1951).
Автор 12 оперетт и четырёх балетов, музыки к нескольким десяткам кинофильмов, множества популярных советских песен.

## Биография
Родился в городке Лохвица (ныне — Полтавская область, Украина) в еврейской семье, отец был банковским служащим.
С детства проявлял незаурядные музыкальные способности: в пять лет подбирал на фортепиано по слуху мелодии маршей, вальсов, импровизировал на домашних вечерах. Посещал выступления гастролировавших оперных и драматических трупп. C восьмилетнего возраста брал уроки скрипки.
В 1910 году семья переехала в Харьков, и Исаак поступил в Харьковское музыкальное училище, где занимался игрой на скрипке у профессора Константина Горского, затем И. Ю. Ахрона. Обучение у Ахрона по классу скрипки продолжил в Харьковской консерватории, уже студентом много сочинял, его учителем по композиции был С. С. Богатырёв.
Окончив консерваторию в 1919 году, пришёл в Харьковский драматический театр, возглавляемый Николаем Синельниковым, где сперва был скрипачом-концертмейстером в оркестре, затем дирижёром и, наконец, заведующим музыкальной частью театра. Дебютировал там как театральный композитор, сочиняя музыку ко всем новым спектаклям. Читал лекции о музыке и руководил армейской самодеятельностью, организовывал музыкальные студии и кружки при воинских клубах, заведовал музыкальным отделом губернского отдела народного образования, сотрудничал в газетах.
В 1924 году по приглашению Владимира Хенкина переехал в Москву. С 1924 года являлся музыкальным руководителем театра «Эрмитаж». C 1926 года — руководителем музыкальной части Театра сатиры и Московского театра оперетты, где в 1927 году с успехом состоялась постановка его оперетты «Женихи».
В 1929—1934 годах был музыкальным руководителем и главным дирижёром Ленинградского мюзик-холла, по другим данным — до 1935 года. Первый же спектакль с его музыкой — пародийное сатирическое обозрение «Одиссей» — был запрещён после нескольких представлений. В эти же годы начал сотрудничать с Леонидом Утёсовым. В поисках стиля «советского джаза» искал опору в народной музыке и написал программу «Джаз на повороте», состоявшую из рапсодий-фантазий на темы народных песен. В 1933 году вместе с авторами Владимиром Массом и Николаем Эрдманом создал для Утёсова весёлое джаз-обозрение «Музыкальный магазин» с джазовыми интерпретациями мелодий Д. Верди, Н. Римского-Корсакова, П. Чайковского. В новой оригинальной редакции Дунаевского в Ленинградском Мюзик-Холле с успехом шла оперетта Ф. Эрве «Мадемуазель Нитуш» под названием «Небесные ласточки» (1933).
Один из основоположников советской оперетты и музыкальной кинокомедии, И. Дунаевский сделал музыку одним из главных компонентов драматургии фильма. Совместный с кинорежиссёром Григорием Александровым и поэтом Василием Лебедевым-Кумачом фильм «Весёлые ребята» (1934), как и ряд последующих, принёс композитору широкую известность. С 1934 по 1940 годы сочинил музыку к шестнадцати кинофильмам. Он также часто сам участвовал в озвучании, играл на рояле и пел.
Симфонический дар Дунаевского высоко ценил композитор Дмитрий Шостакович, об увертюре к кинофильму «Дети капитана Гранта» (1936) он писал: «Эта увертюра — симфоническое произведение большого накала и темперамента…». Автор и сам считал эту увертюру одним из лучших своих произведений.
В 1937 году в должности художественного руководителя возглавил ансамбль песни и пляски Ленинградского Дворца пионеров.
С 1937 по 1941 годы возглавлял Союз композиторов Ленинграда. В 1938 году избран депутатом Верховного совета РСФСР 1-го созыва от Ленинградской области.
С 1943 года работал в Москве. В годы Великой Отечественной войны был художественным руководителем ансамбля песни и пляски Центрального дома культуры железнодорожников, неоднократно выступал перед бойцами в воинских частях и госпиталях, перед рабочими на оборонных заводах.
Композитор часто сталкивался с обычными для сталинской эпохи ограничениями: партитуры его произведений не издавались из-за пренебрежительных бюрократических установок по отношению к «лёгкой музыке», в ходе борьбы с космополитизмом были забракованы многие его произведения на еврейские темы.
В последние годы занимал посты председателя секции массовых жанров Союза композиторов, зампредседателей музыкальной секции ВОКСа и музыкальной секции Дома кино, был членом художественного совета Радиокомитета СССР, членом правления Союза композиторов, членом редсовета редколлегии журнала «Советская музыка» и музыкального издательства.
Скончался 25 июля 1955 года в Москве от сердечного спазма. Похоронен на Новодевичьем кладбище (участок № 2).
Последняя оперетта «Белая акация» (1955) была посмертно завершена Кириллом Молчановым.

### Семья
Родители
- отец — Цаля Симонович Дунаевский[19], кассир в банке Общества взаимного кредита[комм. 7][20];
- мать — Розалия Исааковна Дунаевская (урождённая Бронштейн)[1], домохозяйка, играла на фортепиано и пела.

Братья и сестра
- Борис Осипович Дунаевский (1896—1976), дирижёр, хормейстер;
- Сара-Зисля (Зинаида) Осиповна Дунаевская (1898 — не ранее 1977), педагог, преподаватель физики;
- Михаил Осипович Дунаевский (1904—?), дирижёр;
- Семён Осипович Дунаевский (1906—1986), дирижёр, хормейстер[6];
- Зиновий Осипович Дунаевский (1908—1981), композитор[6].

Жёны и дети
- первая жена с 1921 года — Мария Павловна Швецова, студентка, брак оказался непродолжительным;
- вторая жена с 1925 года — Зинаида Александровна Судейкина (1902—1979), балерина;
  - сын — Евгений Исаакович Дунаевский (1932—2000), художник-станковист, выпускник Художественного института имени Сурикова[21];
- третья жена (фактический брак) — Зоя Ивановна Пашкова (1922—1991), балерина Московского театра оперетты;
  - сын — Максим Исаакович Дунаевский (род. 1945), композитор кино и эстрады. Фамилию отца Максим получил в 16-летнем возрасте по специальному решению государственных и партийных инстанций, принявших во внимание его необычайную музыкальную одарённость[22].

## Сочинения

### Оперетты
- «И нашим, и вашим» (1924)
- «Женихи» (1927)
- «Ножи» (1928)
- «Карьера премьера»[4]
- «Туда, где льды» / «Полярные страсти» (1929)
- «Миллион терзаний» (1932)
- «Золотая долина» (1937)
- «Соломенная шляпка» (1938)
- «Дороги к счастью» (1940)
- «Вольный ветер» (1947)
- «Сын клоуна» (1950)
- «Белая акация» (не окончена; 1955)[комм. 8][5]

### Балеты
- «Отдых фавна» (1924)
- «Мурзилка» (1924)
- «Невеста и автомат» (1934)
- «Джекки — 14-летний матрос»

### Музыка к спектаклям
- «Тартюф» (Мольер)
- «Женитьба Фигаро» (Бомарше)
- «Принцесса Турандот» (Гоцци)

### Избранные произведения
- «Вальс для симфонического оркестра»
- «Драматический квартет № 1»
- «Ленинград, мы с тобой» (кантата)
- «Незнакомка» А. Блока
- «Осень» (произведение для двух скрипок)
- «Рапсодия на русские темы для симфонического оркестра»
- «Скорбная песня»[23][24]

### Песни
- «Моя Москва» («Дорогая моя столица»), авторы слов — Марк Лисянский и Сергей Агранян[комм. 9]
- «Песня о Родине» (из фильма «Цирк»), автор слов — Василий Лебедев-Кумач, служила позывными Всесоюзного радио
- «Эх, хорошо в стране советской жить!» (из фильма «Концерт Бетховена»), автор слов — Владимир Шмидтгоф
- «Марш весёлых ребят» (из фильма «Весёлые ребята»), автор слов — Василий Лебедев-Кумач
- «Сердце (песня Анюты)» (из фильма «Весёлые ребята»), автор слов — Василий Лебедев-Кумач[26]
- «Как много девушек хороших» (из фильма «Весёлые ребята»), автор слов — Василий Лебедев-Кумач
- «Песня о Каховке» (из фильма «Три Товарища»), автор слов — Михаил Светлов
- «Марш водолазов» (из фильма «Путь корабля»), автор слов — Виссарион Саянов
- «Спортивный марш» (из фильма «Вратарь»), автор слов — Василий Лебедев-Кумач
- «Если Волга разольётся» (из фильма «Вратарь»), автор слов — Василий Лебедев-Кумач
- «Песня о весёлом ветре» (из фильма «Дети капитана Гранта»), автор слов — Василий Лебедев-Кумач
- «Песенка о капитане» (из фильма «Дети капитана Гранта»), автор слов — Василий Лебедев-Кумач
- «Ой, цветёт калина» (из фильма «Кубанские казаки»), автор слов — Михаил Исаковский
- «Каким ты был» (из фильма «Кубанские казаки»), автор слов — Михаил Исаковский
- «Песня о Сталине», автор слов — Михаил Инюшкин (1937)
- «Марш энтузиастов» (из фильма «Светлый путь»), автор слов — Анатолий Д’Актиль
- «Пути-дороги», автор слов — Сергей Алымов
- «Дорожная песня», автор слов — Сергей Васильев
- «Дальняя сторожка», автор слов — Евгений Долматовский (1939)
- «Песня о сталинском наркоме» (1939)
- «Летите, голуби» (из фильма «Мы за мир»), автор слов — Михаил Матусовский
- «Вечер вальса», автор слов — Михаил Матусовский
- «За Родину — вперёд!», автор слов — Василий Лебедев-Кумач
- «Море»
- «Гвардейский привал» (1942)
- «Мы придём», автор слов — Леонид Мартынов (1942)
- «Песня 9-й Гвардейской» (1942)
- «Вагоны-вагоны» (1943)
- «Не тревожь ты себя, не тревожь» (1943)
- «Песня 62-й Армии» (1943)
- «Слава Армии народной» (1944)
- «Ехал я из Берлина» (1945)
- «Песня о Сталине», авторы слов — Сергей Васильев и Александр Коваленков (1945)
- «Снова поёт соловей» (1945)
- «Сторонка родная» (1945)
- «Школьный вальс», автор слов — Михаил Матусовский (1950)
- «Молчание» (из фильма «Весёлые звёзды»), автор слов — Михаил Матусовский
- «Не забывай» (из фильма «Испытание верности»), автор слов — Михаил Матусовский
- «Заздравная» (из фильма «Весна», автор слов — Василий Лебедев-Кумач
- «Когда в наше сердце приходит любовь…» (из фильма «Весна», автор слов — Василий Лебедев-Кумач
- «Курортная» (текст В. Волженина) (из фильма «Девушка спешит на свидание»), автор слов — Владимир Волженин
- «Разбито всё» (из фильма «Девушка спешит на свидание»), автор слов — Василий Лебедев-Кумач
- «Страна спешит» (из фильма «Девушка спешит на свидание»), автор слов — Василий Лебедев-Кумач
- «Молодёжная» (из фильма «Волга-Волга»), автор слов — Василий Лебедев-Кумач
- «Песня о Волге» (из фильма «Волга-Волга»), автор слов — Василий Лебедев-Кумач
- «Куплеты Водовоза» (из фильма «Волга-Волга»), автор слов — Василий Лебедев-Кумач
- «Я моряк, бывал повсюду» (из фильма «Волга-Волга»), автор слов — Василий Лебедев-Кумач
- «До чего же хорошо кругом», автор слов — Лидия Некрасова
- «Скворцы прилетели», автор слов — Михаил Матусовский
- «Марш юннатов», автор слов — Михаил Матусовский
- «Еврейская комсомольская» (из фильма «Искатели счастья»), автор слов — Владимир Волженин
- «Утренняя песня» (из фильма «Весёлые звёзды»), автор слов — Михаил Матусовский
- «Звёзды милой Родины» (из фильма «Весёлые звёзды»), автор слов — Михаил Матусовский
- «Песня о ротном запевале» («С песней по жизни») (из фильма «Весёлые звёзды»), автор слов — Михаил Матусовский
- «Баллада о Москве», автор слов — Михаил Светлов
- «Без меня никого не люби»
- «За здоровье советских людей»
- «На разъезде»
- «Хороша столица наша!»

## Фильмография
- 1933 — Первый взвод
- 1934 — Дважды рождённый
- 1934 — Весёлые ребята
- 1934 — Золотые огни
- 1935 — Путь корабля
- 1935 — Три товарища
- 1936 — Вратарь
- 1936 — Девушка спешит на свидание
- 1936 — Дети капитана Гранта
- 1936 — Искатели счастья
- 1936 — Концерт Бетховена
- 1936 — Цирк
- 1937 — Теремок
- 1937 — Дочь Родины
- 1937 — Наш цирк (короткометражный)
- 1938 — Богатая невеста
- 1938 — Волга-Волга
- 1939 — Юность командиров
- 1940 — Концерт на экране
- 1940 — Моя любовь
- 1940 — Светлый путь
- 1947 — Весна
- 1947 — Новый дом
- 1949 — Кубанские казаки
- 1949 — Машенькин концерт
- 1953 — Крылатая защита (документальный)[27]
- 1954 — Весёлые звёзды (совместно с А. Цфасманом)
- 1954 — Запасной игрок
- 1954 — Испытание верности

### Музыка в фильмах, снятых после смерти композитора
- 1957 — Белая акация
- 1961 — Вольный ветер
- 1972 — Только ты
- 1983 — Вольный ветер
- 1986 — В поисках капитана Гранта[комм. 10]

## Звания и награды
- заслуженный деятель искусств РСФСР (1936)[28];
- орден Трудового Красного Знамени (31 декабря 1936)[29];
- Сталинская премия первой степени (1941) — за музыку к кинофильмам «Цирк» (1936) и «Волга-Волга» (1938)[3];
- орден «Знак Почёта» (1942)[30];
- орден Красной Звезды (1945)[31];
- народный артист РСФСР (1950)[7][32];
- Сталинская премия второй степени (1951) — за музыку к кинофильму «Кубанские казаки» (1949)[3].

## Адреса в Ленинграде
- 1929—1930 — ул. Лассаля (ныне — Михайловская), дом 1/7. Гостиница «Европейская»[33]
- 1930—1936 — ул. Бородинская, 9 (деревянный дом во дворе, не сохранился)[33]
- 1933 — Бородинская ул., 4, кв. 1[34][35]
- 1934 — ул. Марата, 70-а, кв. 3[36]
- 1936—1941 — ул. Дзержинского (ныне — Гороховая), дом 4 (доходный дом страхового общества «Саламандра»), кв. 37 и 6[37]. В память о композиторе на доме установлена мемориальная доска➤.

## Память
Улицы
- Улица Дунаевского (Днепр)
- Улица Дунаевского в Москве[комм. 11][38]
- Улица Дунаевского (Миасс)
- Улица Дунаевского (Новосибирск)
- Улица Дунаевского (Омск)
- Улица Дунаевского (Харьков)
- Улица Дунаевского (Чебоксары)
- Улица И. Дунаевского (Алма-Ата)
- Переулок Дунаевского (Липецк[комм. 12]
- Переулок Дунаевского (Николаев)
- Переулок Дунаевского (Ростов-на-Дону)
- 1-й переулок Дунаевского (Одесса)
- 2-й переулок Дунаевского (Одесса)
- Улица Дунаевского (Пятигорск)

Школы
- Детская школа искусств имени И. О. Дунаевского (Санкт-Петербург, Рижский проспект, 8)
- Детская музыкальная школа имени И. О. Дунаевского (Москва, Чапаевский пер., 5-а)
- Детская музыкальная школа имени И. О. Дунаевского (Лохвица, Украина)
- Детская школа искусств имени И. О. Дунаевского (Гуково, Ростовская область)
- Детская музыкальная школа № 13 имени И. О. Дунаевского (Екатеринбург)
- Детская школа искусств № 5 имени И. О. Дунаевского (Харьков, Украина)
- Детская школа искусств № 16 имени И. О. Дунаевского (Самара, ул. Свободы, 198)
- Детская школа искусств имени Исаака и Максима Дунаевских (Низовье, Калининградская область)
- Детская школа искусств имени И. О. Дунаевского (Тарко-Сале, Ямало-Ненецкий автономный округ)

Мемориальные доски
- Харьков. На фасаде дома по ул. Ярослава Мудрого, 24 была памятная доска: «В этом доме в 1923—24 годах жил выдающийся советский композитор Исаак Осипович Дунаевский». Демонтирована в 2024 году[39].

- Санкт-Петербург, ул. Гороховая д. 4: «В этом доме с 1936 по 1941 год жил и работал выдающийся композитор Исаак Осипович Дунаевский». Внизу мемориальной доски высечена нотная строка из песни «Широка страна моя родная». Архитектор — Т. Н. Милорадович  памятник архитектуры
- Москва, Кутузовский проспект д. 27: «В этом доме в 1945—1955 годах жил и работал выдающийся советский композитор Исаак Осипович Дунаевский». скульптор — П. В. Данилов (1956)[40]

Скульптурные изображения
- В начале августа 2019 года в Харькове в Саду им. Шевченко была установлена скульптурная композиция с фигурами К. Шульженко и И. Дунаевского. Автор: Катиб Мамедов[41]

Памятные знаки
- 2 сентября 2020 года в Одессе на Аллее звёзд был открыт памятный знак в честь композитора, чья «Песня Тони об Одессе» из оперетты «Белая акация» стала гимном города[42].

Киновоплощения
- 2006 — Дмитрий Марьянов — «Утёсов. Песня длиною в жизнь» (телесериал)
- 2015 — Евгений Арановский — «Орлова и Александров» (телесериал)

Театральные постановки
- 2020 — «Красный Моцарт» по пьесе Д. Минчёнка, МХАТ имени Горького[43][44]

Прочее
- В 1994 году в честь И. О. Дунаевского назван астероид (4306) Дунаевский, открытый в 1976 году советским астрономом Н. С. Черных.

### Архив
В Российском государственном архиве литературы и искусства хранится личный фонд И.О. Дунаевского, в котором находится 691 единица хранения за 1913—1956 годы. Основу фонда составляют нотные рукописи, среди которых большая часть – это песни (более ста единиц хранения 1920-х — 1950-х годов), оперетты (десять из двенадцати созданных, включая незавершенную «Белую акацию» 1955 года), музыка к театральным постановкам (1920–1952) и кинофильмам (1933–1954).
Также здесь хранятся очерки и заметки композитора, его воспоминания о Г.В. Александрове, В.И. Лебедеве-Кумаче, переписка с Д.Б. Кабалевским, В.И. Немировичем-Данченко и др.

## Комментарии
1. ↑  Изредка в источниках встречается вариант Исаак Иосифович Дунаевский[2][3].
2. ↑  В некоторых изданиях указываются 14 сочинённых композитором оперетт[4].
3. ↑  В том же 1927 году постановку оперетты «Женихи» на сцене Ленинградского театра музыкальной комедии осуществил Алексей Феона[9].
4. ↑  В кинофильме «Весна» (1947) Дунаевский исполняет романс Глинки.
5. ↑  Из воспоминаний Никиты Богословского:

Никакого самоубийства. С Исааком всё было просто. Мы приехали к нему через полчаса после случившегося. Он шёл из столовой на кухню, чтобы принять лекарство. Упал и умер. Вот и всё.
— Ф. Н. Медведев, «Мои Великие старики» 2012[16]
6. ↑  Существовавшую неподтверждённую версию о якобы самоубийстве И. Дунаевского опровергает в своей монографии «Дунаевский сегодня» (1988) музыковед Наум Шафер[15].
7. ↑  Бецалел-Йосеф Дунаевский был одним из богатейших людей города, совладельцем табачной фабрики, но в советские годы был вынужден указывать в анкете «банковский служащий»[1].
8. ↑  В дальнейшем Кирилл Молчанов по наброскам Дунаевского дописал музыку двух номеров.
9. ↑  В 1995 году произведение в музыкальной и оркестровой редакции Дмитрия Атовмяна,  созданное на основе песни «Моя Москва», стало официальным гимном Москвы[25].
10. ↑  Использован тематизм Увертюры из одноимённого фильма 1936 года.
11. ↑  Бывший 5-й Можайский переулок, где долгое время проживал композитор); названа в 1962 году.
12. ↑  Прежнее название — 2-й Новомичуринский пер., исчез в 1990-е годы при застройке микрорайона